# باول شو
باول شو (بالإنجليزية: Paul Shaw)‏ (4 سبتمبر 1973 ببورنهم في المملكة المتحدة - ) هو لاعب كرة قدم بريطاني في مركز الهجوم. شارك مع منتخب إنجلترا لكرة القدم. أما مع النوادي، فقد لعب مع أكسفورد يونايتد وشيفيلد يونايتد وكارديف سيتي ونادي أرسنال ونادي بيرنلي ونادي روذرهام يونايتد ونادي غيلينغهام ونادي فيرينتسفاروشي ونادي ميلوول وF.C. New York ‏ ونادي بيتربورو يونايتد ونادي تشيسترفيلد وRetford United F.C. ‏.

## وصلات خارجية
- باول شو على موقع اتحاد المجر (الهنغارية)
- باول شو على موقع قاعدة بيانات كرة القدم.إي يو (الإنجليزية)
- باول شو على موقع Soccerbase.com (لاعب) (الإنجليزية)
- باول شو على موقع Soccerway.com (الإنجليزية)
- باول شو على موقع عالم كرة القدم.نت (الإنجليزية)